# 炭谷宗佑
炭谷 宗佑（すみたに そうすけ、1980年1月14日 - ）は、日本テレビの社員。元アナウンサー。

## 来歴・人物
東京都出身。慶應義塾高等学校、慶應義塾大学経済学部を経て、2002年に日本テレビ入社（同期は田中毅・佐藤良子・宮崎宣子・山本舞衣子）。
2006年までスポーツ中継などを担当。現在は制作に異動。

## 担当番組
- キャバすか学園 (プロデューサー、諸事情により途中降板)
- TVおじゃマンボウ[2]
- 汐留スタイル!（月曜日、進行担当[3]）[1]
- スポーツ中継[1]（サッカー、MotoGP、NFL[4]）
- 新どっちの料理ショー[5]（読売テレビ制作） - 関口厨房リポーター
- 有吉ゼミ（編成）
- スクール革命!（編成）
- ヒルナンデス!（編成）
- 世界一受けたい授業（編成）
- ナカイの窓（編成）